# خلفية حرب الشتاء

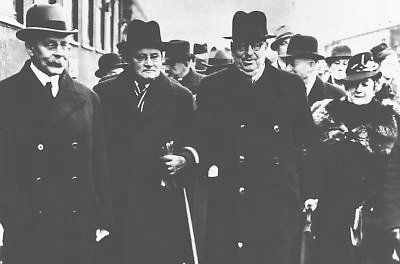

تشمل خلفية حرب الشتاء الفترة التي سبقت اندلاع حرب الشتاء بين فنلندا والاتحاد السوفييتي بين عامي 1939-1940، والتي تمتد من إعلان الاستقلال الفنلندي عام 1917 حتى المفاوضات السوفييتية الفنلندية عامي 1938-1939. قبل إعلان الاستقلال، كانت فنلندا دوقية كبرى مستقلة داخل الإمبراطورية الروسية. أثناء الحرب الأهلية الفنلندية التي تلت ذلك، خسر الحرس الأحمر المدعوم من البلاشفة الرُّوس. خوفًا من التصاميم السوفييتية، خلال فترة العشرينات والثلاثينات، حاول الفنلنديون باستمرار التوفيق بشأن الحياد الاسكندنافي، خاصة فيما يتعلق بالسويد. علاوة على ذلك، شارك الفنلنديون إثر تعاون عسكري سرِّي مع إستونيا في ثلاثينيات القرن العشرين.
حين بدأت علاقات الاتحاد السوفييتي مع الاتحاد السوفييتي في أواخر عشرينيات وأوائل ثلاثينيات القرن العشرين في تطبيع العلاقات مع الاتحاد السوفييتي، بدايةً من عام 1938، بدأ الاتحاد السوفييتي، حرصًا منه على استخدام فنلندا كنقطة انطلاق للغزو، بتنظيم المفاوضات لإبرام اتفاق عسكري. في الوقت ذاته، وبسبب رغبة الزعيم السوفييتي جوزيف ستالين باستعادة أراضي الإمبراطورية الروسية التي فُقدت خلال فوضى ثورة أكتوبر والحرب الأهلية الروسية، جعلت من فنلندا هدفًا واضحًا. نظرًا لطبيعة المطالب السوفييتية، هذه المفاوضات التي شملت إقامة منشآت عسكرية سوفييتية على أرض فنلندا لم تُسفر عن أي نتيجة مُعتبرة.
في أغسطس عام 1939، وقَّع الاتحاد السوفييتي وألمانيا النازية على الاتفاق الألماني السوفييتي، والذي تم فيه تقسيم دول أوروبا الشرقية إلى مناطق نفوذ؛ كانت فنلندا تنتمي إلى مناطق نفوذ الاتحاد السوفييتي. في أكتوبر عام 1939، سيطر ستالين على دول البلطيق وأبعد أنظاره عن فنلندا، واثقًا من إمكانية فرض السيطرة دون بذل أي جهد يُذكر. طالب الاتحاد السوفييتي بأراضي البرزخ الكاريلي، وجزر خليج فنلندا وقاعدة عسكرية بالقرب من العاصمة الفنلندية هلسنكي، على غرار المطالب التي قدمت في السنوات السابقة. مجددًا، رفض الفنلنديون، وهاجم الجيش الأحمر في 30 نوفمبر عام 1939. في الوقت ذاته، أسَّس ستالين حكومة عميلة للجمهورية الديمقراطية الفنلندية، تحت رئاسة الشيوعي الفنلندي أوتو فيلي كوسينن.

## السياسة الفنلندية قبل الحرب

### الخطوات الأولى للجمهورية
تسيطر فنلندا على الجزء الشرقي من المملكة السويدية منذ قرون وحتى عام 1809، أثناء الحروب النابليونية، عندما احتلتها الإمبراطورية الروسية وحولتها إلى دولة حاجزة مستقلة داخل الإمبراطورية لحماية سانت بطرسبرغ، العاصمة الروسية. تمتَّعت فنلندا باستقلال ذاتي واسع ومجلس شيوخ خاص حتى مطلع القرن، حين بدأت روسيا محاولات دمج فنلندا كجزء من سياستها العامة التي تهدف إلى تعزيز الحكومة المركزية وتوحيد الإمبراطورية من خلال سياسة الترويس. وقد دمرت هذه المحاولات العلاقات بين البلدين وزادت دعم الحركات الفنلندية التي تتنافس على الحكم الذاتي.
منح اندلاع الحرب العالمية الأولى فنلندا الفرصة لتحقيق هذه الغاية. إذ سعى الفنلنديون إلى الحصول على مساعدة من الإمبراطورية الألمانية والبلاشفة لتحقيق ذلك الغرض، وفي 6 ديسمبر عام 1917 أعلن مجلس الشيوخ إعلان استقلال فنلندا. كانت الحكومة الروسية البلشفية الجديدة ضعيفة، وسرعان ما اندلعت الحرب الأهلية الروسية. لم يكن بوسع الزعيم البلشفي فلاديمير لينين تجنيد أي من قواته في فنلندا، وبالتالي اعترفت روسيا السوفييتية بالحكومة الفنلندية الجديدة بعد ثلاثة أسابيع فقط من إعلان الاستقلال. في عام 1918، خاض الفنلنديون حربًا أهلية قصيرة الأمد، إذ كان الحرس الأحمر المناصر للبلاشفة مسلحين بنحو سبعة آلاف إلى عشرة آلاف جندي روسي متمركزين في فنلندا.
بعد الحرب العالمية الأولى، تأسَّست عصبة الأمم، وهي منظمة حكومية دولية. شملت أهداف المنظمة على منع الحرب من خلال تحقيق الأمن المشترك وتسوية النزاعات بين الدول من خلال التفاوض والدبلوماسية. انضمت فنلندا إلى عصبة الأمم عام 1920.
في فترة العشرينات والثلاثينات، تميزت فنلندا بالتنوع السياسي. وأعلن الحزب الشيوعي الفنلندي عن عدم شرعية الحزب عام 1931، وأيضًا قدمت الحركة الشعبية الوطنية اليمينية المتطرفة (آي كيه إل) أربعة عشر مقعدًا في البرلمان المؤلف من مئتي مقعد بالكامل. أما الوسط الذي احتلَّه المحافظون والليبراليون والزراعيون وحزب الشعب السويدي، فقد كان يميل إلى الاندماج مع الحزب الديمقراطي الاجتماعي، بزعامة فاينو تانر، الذي كان من المؤيدين الأقوياء للنظام البرلماني. بحلول أواخر الثلاثينيات، ازدهر الاقتصاد الفنلندي في مجال التصدير، وقد كادت البلاد تحلّ «مشكلة التطرف اليميني»، وتستعد لاستقبال دورة الألعاب الأوليمبية الصيفية لعام 1940.

### العلاقات الألمانية الفنلندية
أثناء المراحل الأخيرة من الحرب العالمية الأولى، لعبت حركة يآكاري، التي تلقت تدريبات ألمانية، دورًا رئيسيًا في الحرب الأهلية الفنلندية، في حين تدخلت أيضًا وحدة بحر البلطيق العسكرية الألمانية في وقت متأخر من الحرب الأهلية. كانت حركة يآكاري عبارة عن متطوعين من الدوائر التي تأثرت بالألمانية، مثل طلاب الجامعات. أدَّت هذه المشاركة في النضال الفنلندي من أجل الاستقلال إلى إقامة علاقات وثيقة مع ألمانيا، ولكن بعد الهزيمة الألمانية في الحرب العالمية، أصبحت العلاقات الاسكندنافية أكثر أهمية وهدفًا رئيسيًا للسياسة الخارجية الفنلندية.
هدأت العلاقات الفنلندية الألمانية بعد أن صعد الحزب النازي إلى السلطة عام 1933 ـ كان الفنلنديون معجبين بالإمبراطورية الألمانية، وليس بالنظام النازي الراديكالي المناهض للديمقراطية. لم يقبل المحافظون الفنلنديون إرهاب الدولة والسياسات الدينية المعادية للكنيسة التي انتهجها النازيون في ألمانيا. ومع ذلك، ثمَّة تعاطف مع الأهداف الألمانية للتحقيق بمبادئ معاهدة فرساي، على الرغم من أن السياسة الفنلندية الرسمية كانت متحفظة خاصة بعد احتلال ألمانيا لتشيكوسلوفاكيا. حتى أن فنلندا استدعت سفيرها لفترة قصيرة. لم يحقق النازيون الفنلنديون والأحزاب القومية المتطرفة مثل حزب (آي كيه إل) سوى قدر ضئيل من الدعم في العديد من الانتخابات، وخاصة في أعقاب التمرد الفاشل الذي حدث في عام 1932.

### التعاون العسكري السري مع إستونيا
كانت العلاقات الفنلندية الإستونية الأقرب دبلوماسيًا بعد حرب الاستقلال الإستونية في عشرينيات القرن العشرين، ولكنها تباعدت بعد ذلك. بيد أن العلاقات العسكرية ظلت وثيقة بالفعل. من وجهة النظر الفنلندية، فإن العلاقات الوثيقة مع إستونيا لم تستبعد سياسة الحياد الاسكندنافية. ومع ذلك، فقد كانت العلاقات العسكرية سرية للغاية، بالإضافة إلى أن الدول قد أجرت تدريبات عسكرية مشتركة. كان الهدف الرئيسي من ذلك هو منع أسطول البلطيق السوفييتي من استخدام قوته في خليج فنلندا ضد أي من البلدين. وقد سعت إستونيا أيضًا إلى الحصول على ضمانات أمنية عامة ووقَّعت على اتفاق البلطيق عام 1934 مع لاتفيا وليتوانيا.